# Tai Po
Tai Po (chin. trad.: 大埔區) – jedna z 18 dzielnic Specjalnego Regionu Administracyjnego Hongkong Chińskiej Republiki Ludowej. 
Dzielnica położona jest we wschodniej części regionu Nowe Terytoria. Powierzchnia dzielnicy wynosi 148,05 km², liczba ludności według danych z 2006 roku 293 542, co przekłada się na gęstość zaludnienia wynoszącą 2 156 os./km².